# 539
سنة 539 م (بالأرقام الرومانية: DXXXIX) كانت سنة بسيطة تبدأ يوم السبت (الرابط يظهر نموذج الجدول الزمني الكامل للسنة) من التقويم اليولياني. بدأت تسمية السنة ب539 منذ العصور الوسطى المبكرة، عندما أصبح تقويم أنو دوميني هو الأسلوب السائد في أوروبا لتسمية السنوات.

## مواليد
- موريس
- طرفة بن العبد الشاعر العربي.

## وفيات
- الإمبراطور سينكا